# Albert Venn Dicey
Albert Venn Dicey (A. V. Dicey), (ur. 4 lutego 1835, zm. 7 kwietnia 1922) – angielski prawnik konstytucjonalista, którego analiza i apoteoza konstytucji brytyjskiej (Introduction to the Study of the Law of the Constitution, 1885) miała wpływ na całe późniejsze pojmowanie konstytucji i znaczenia tego, czy istnieje ona w postaci dokumentu pisanego.
Dicey twierdził, że zapisane artykuły nie ochronią obywatela przed prześladowaniem, jeżeli nie istnieje procedura, która umożliwia wyegzekwowanie ich przepisów wobec państwa i jego organów. Niepisana konstytucja Zjednoczonego Królestwa właśnie dlatego, że nie werbalizuje uprawnień obywateli i działa na podstawie konwenansów a nie przepisów, stanowi znacznie większą przeszkodę dla tyranii, aniżeli pisana konstytucja rewolucyjnej Francji. Dzieje się tak częściowo dlatego, że uprawnienia, które ona gwarantuje, są ugruntowane w samej procedurze sprawowania rządów i udostępniane obywatelowi przez systemy common law i equity, nad którymi rządy mają niewielką kontrolę.